# Mota Lava
Mota Lava (ou Motalava ou Motlav ou Mwotlap), en mwotlap M̄otlap, est une île de la mer de Corail, au nord du Vanuatu. Située dans l’archipel des îles Banks, elle a une superficie de 24,0 km2 (en incluant la petite île voisine Ra) et son point culminant se trouve à 411 m d’altitude.

## Géographie
Au sein du même pourtour récifal se trouve une petite île habitée du nom de Ra (mwotlap : Aya), à la pointe sud-ouest de l’île principale. Au sens strict, le terme « Mota Lava » désigne la seule île principale ; mais c’est aussi l’appellation générale pour l’ensemble géographique incluant les deux îles (Mota Lava + Ra).

## Nom de l’île
Au XIXe siècle, l’île était désignée par les Européens sous le nom de Saddle Island, du fait de son profil en selle de cheval. Dans un second temps, les étrangers adoptèrent le nom de Mota Lava. Il s’agit de la version simplifiée d’une forme M̄otalava [ŋ͡mʷɔtalaβa] en mota, la langue de l’île voisine qui avait été choisie par les missionnaires anglicans de la Melanesian Mission comme langue d’évangélisation.
Les habitants désignent leur propre île comme M̄otlap, prononcé [ŋ͡mʷɔtlap]. Ce même mot a été un temps orthographié Motlav,.

## Société

### Population
L’île de Mota Lava (stricto sensu) recense 1 451 habitants. À ce nombre s'ajoute la population de l’îlot Ra qui s'élève à 189 habitants, ce qui porte le nombre total d'habitants de l’ensemble géographique de Mota Lava à 1 640.
La population se concentre surtout au sud-ouest de l'île, sur une zone d'origine corallienne à faible altitude. Le village principal est connu en bichelamar sous le nom de Ngerenigmen (ou Ngerenigman), mais en mwotlap sous le nom de Lahlap. Les autres villages sont Qēgm̄agde, Toglag, Avay, Aya; et au nord-est de l'île, Aplow (en) et Telvēt.

### Langue
Les habitants de Mota Lava parlent le mwotlap. Une autre langue, le volow, était parlée autrefois à l’est de l’île,, mais s’est éteinte en 1986.

### Culture
La société ancienne de Motalava a été décrite par deux anthropologues: d'une part, Robert H. Codrington (en) dans son ouvrage de 1891; d'autre part, Bernard Vienne, dans une monographie parue en 1984.
Les musiques de Motalava et des îles voisines ont fait l'objet d'une publication discographique.
Le dictionnaire culturel mwotlap, en cours de rédaction, décrit divers aspects de la culture de Motalava: 
- techniques de pêche (ex. entrée gey hay “pêcher à la liane”),
- pratiques d'échange (ex. entrées sēm “monnaie”, wēl “acheter”),
- formes musicales (ex. entrées eh “chant”, waha “orchestre de danse”),
- pratiques magiques et spirituelles (ex. entrées man “pouvoir surnaturel”, tēytēybē “guérisseur”, sēil “divination”, tamat “Esprit”), etc.